# James Milroy
James Robert Dunlop Milroy (ur. 1933 w Portpatrick, zm. 2017) – brytyjski językoznawca i socjolingwista. Do jego zainteresowań naukowych należały: językoznawstwo historyczne, socjolingwistyka, historia języka angielskiego oraz historia języków germańskich.
Profesor językoznawstwa na University of Sheffield. Wykładał na uniwersytetach w Kolorado, Leeds, Manchesterze i Belfaście. Związany też z Newcastle University i University of Michigan. Większość swoich badań prowadził z żoną Lesley. Współtworzyli istotne publikacje socjolingwistyczne: Authority in Language: investigating standard English i Real English: the grammar of English dialects in the British Isles. Wraz z żoną wprowadził do socjolingwistyki pojęcie ideologii języka standardowego.